# Literariteit
Literariteit is de mate waarin geschreven of gesproken taal literair is. Hoe meer literaire kunstgrepen de auteur gebruikt, des te meer literair de tekst is. 
Voorbeelden van literaire kunstgrepen:
- beeldspraak en symbolen
- verwijzen naar andere teksten (intertekstualiteit)
- specifiek gebruik van perspectief (focalisatie)
- verstoring van de chronologie (zoals flashbacks en flashforwards)

Literair is niet hetzelfde als literatuur. Een tekst kan literair zijn en niet tot de literatuur behoren, en omgekeerd. Een reclameslagzin is geen literatuur, maar kan wel literair zijn. 
De Russische literatuurwetenschapper Roman Jakobson, gebruikte voor het eerst de term 'literariteit' in 1921.